# 新栄区
新栄区（しんえい-く）は中華人民共和国山西省大同市に位置する市轄区。

## 行政区画
- 鎮：新栄鎮、古店鎮、花園屯鎮
- 郷：破魯堡郷、郭家窯郷、西村郷、堡子湾郷

## 名所
- 慧泉寺
- 古長城 長城1号旅游公路
- 紅石崖
- 方山永固陵
- 弥陀山生態観光旅游区
- 助馬堡
- 寧静寺
- 得勝堡